# Флавий Юлий Салустий
Флавий Юлий Салустий (на латински: Flavius Iulius Sallustius) е политик на Римската империя през 4 век.
През май месец през 344 г. той сменя Флавий Бонос и става суфектконсул за Запада заедно с Флавий Домиций Леонтий. След това двамата са консули на Изтока.
През 347 г. той е comes и магистър на пехотата (magister peditum) (вероятно на Изтока).